# Federico Giunti
Federico Giunti (Perugia, 6 agosto 1971) è un dirigente sportivo, allenatore di calcio ed ex calciatore italiano, di ruolo centrocampista, direttore tecnico della Lube Academy.
Ha legato la sua attività agonistica prettamente al Perugia con cui a metà degli anni 1990 è stato protagonista, fino a diventarne capitano, della scalata dalla Serie C1 alla A, raggiungendo al contempo sul piano personale la maglia della nazionale. Da giocatore vanta inoltre la vittoria di due titoli nazionali, con gli italiani del Milan (1998-1999) e coi turchi del Beşiktaş (2002-2003).

## Caratteristiche tecniche

### Giocatore
Nato come un centrocampista dalle spiccate attitudini offensive, in questa fase era impiegato principalmente «come quarto di centrocampo»; in seguito è stato arretrato definitivamente a regista basso davanti alla difesa, ruolo ricoperto per gran parte della carriera, dall'allenatore Giovanni Galeone durante la stagione 1995-1996 a Perugia. Definito dallo stesso Galeone come un giocatore «un po' lunatico» agli esordi, per via di un certo vittimismo in campo, nel prosieguo della carriera ha saputo maturare divenendo, nelle parole di Carlo Mazzone, un elemento capace di unire «quantità e qualità, [...] carisma ed esperienza».

### Allenatore
In panchina si è spesso affidato a moduli come il 4-3-3 o il 4-3-1-2, basati su una difesa in linea e un centrocampo a tre elementi, in modo da poter poi mettere in atto il cosiddetto "rombo" in mezzo al campo; al contrario, per quanto concerne il reparto d'attacco non è mai ricorso a schemi prestabiliti, adattandosi agli uomini a disposizione in rosa.

## Carriera

### Giocatore

#### Club

Giunti capitano del Perugia nella stagione 1996-1997

A metà degli anni 1980 inizia a giocare a calcio alle giovanili del Città di Castello, con cui nel 1987 esordisce in prima squadra disputando quattro annate dilettantistiche, fino alla conquista del titolo regionale di Promozione nel 1991.
Passa quindi al Perugia, in Serie C1, con cui nella sua stagione di debutto totalizza 20 presenze, cresciute a 28 nell'annata 1992-1993 in cui realizza anche 4 reti. La stagione 1993-1994 è quella dell'approdo in Serie B dei biancorossi, e Giunti contribuisce alla vittoria del campionato con 4 reti in 24 partite. La sua prima stagione in cadetteria è tra le migliori della sua carriera, con 7 marcature in 29 partite. L'annata seguente, i Grifoni raggiungono la promozione in Serie A, categoria che mancava agli umbri da 15 anni: Giunti gioca quasi tutte le gare quell'anno (35 su 38), segnando 5 reti. Divenuto nel frattempo capitano dei biancorossi, debutta in massima categoria l'8 settembre 1996 nella vittoriosa sfida interna contro la Sampdoria (1-0).
Il campionato 1996-1997 si conclude con la retrocessione del Perugia in Serie B, ma le prestazioni offerte da Giunti attirano l'attenzione del Parma al tempo ai vertici, sicché nell'estate seguente il giocatore si trasferisce in Emilia. L'esperienza coi Ducali non è tuttavia proficua, con l'annata 1997-1998 caratterizzata da sole 13 presenze.
Dopo aver giocato appena 2 gare nella stagione seguente, nella sessione invernale di mercato passa quindi al Milan; tra gennaio e giugno 1999 scende in campo coi rossoneri 6 volte, e a fine stagione può fregiarsi del titolo di campione d'Italia. Col Diavolo Giunti disputa altre due stagioni, entrambe con 24 presenze; sono 3 le reti totali in rossonero, la prima nel 1999 in UEFA Champions League al Galatasaray, e le altre due nel 2001, in Coppa Italia contro la Fiorentina e in campionato, su calcio di punizione, nel derby passato agli annali per il largo successo del Milan (0-6) sull'Inter. Il calciatore paga in questo periodo il momento transitorio della squadra rossonera.

Giunti in azione al Milan nella stagione 1999-2000

A luglio 2001 si accasa al Brescia di Roberto Baggio; le presenze stagionali sono 27 con 2 reti. Nella stagione seguente il rapporto coi lombardi, e in particolare con l'allenatore Carlo Mazzone, s'incrina anche per via della concorrenza nel ruolo col più titolato neoacquisto Josep Guardiola, sicché nel calciomercato invernale si trasferisce in Turchia al Beşiktaş; Giunti si laurea campione turco nello stesso anno, totalizzando 16 partite e 1 gol tra gennaio e giugno 2003. Il ritorno in Italia è preceduto da un'altra stagione coi Bianconeri di Istanbul, con 24 presenze.
Nell'estate 2004 si accasa al Bologna; rinsaldato il rapporto col tecnico Mazzone, in maglia felsinea ottiene 23 presenze segnando 2 reti. Ad agosto 2005 passa al Chievo, con cui raggiunge la qualificazione europea, giocando 28 gare nella stagione 2005-2006. Nel campionato 2006-2007 scende in campo 8 volte, tutte nella prima parte di stagione: Luigi Delneri, non appena tornato sulla panchina clivense, relega il giocatore ai margini della rosa. Giunti resta a Verona nella prima parte d'annata 2007-2008, in serie cadetta, ma anche il nuovo allenatore gialloblù, Giuseppe Iachini, non lo utilizza concedendogli appena 1 presenza in campionato. Viste le poche possibilità di scendere in campo, a gennaio 2008 è ceduto in prestito al Treviso di Giuseppe Pillon, con cui a fine stagione chiude la carriera agonistica.
Ha totalizzato complessivamente 187 presenze e 9 reti in Serie A, e 76 presenze e 12 reti in Serie B.

#### Nazionale
Nel 1996 ottiene la sua prima e unica convocazione in nazionale da parte del commissario tecnico azzurro Arrigo Sacchi, scendendo in campo il 6 novembre in amichevole a Sarajevo contro la Bosnia ed Erzegovina.

### Allenatore
A settembre 2009 è nominato allenatore degli Allievi Nazionali del Perugia. A luglio 2010 assume la guida della squadra Berretti del Foligno; il 14 dicembre successivo è nominato allenatore in prima squadra dei Falchetti, da cui è esonerato il 20 aprile 2011 con la compagine relegata a un punto dall'ultimo posto. Il 5 luglio 2012 acquisisce a Coverciano il titolo di allenatore di Prima Categoria UEFA Pro, e il diritto di ricoprire il ruolo di tecnico in squadre di massima serie.
Dal 24 ottobre seguente è nominato allenatore del Castel Rigone, in Serie D. Coi lacustri inanella 18 risultati utili consecutivi che portano i biancoblù dai bassifondi alla testa della classifica; tuttavia il 25 marzo 2013, dopo la sconfitta col Bastia che fa scendere la squadra al terzo posto, è esonerato per divergenze con la società. Il 22 novembre dello stesso anno diventa allenatore del Gualdo Casacastalda, in Serie D, subentrando all'esonerato Gianni Francioni; rimane sulla panchina degli umbri per due stagioni, entrambe concluse a metà classifica.
Il 18 giugno 2015 ritorna alla guida del Foligno, ancora in Serie D, da cui viene tuttavia esonerato il 22 settembre seguente a causa del negativo avvio di stagione. Il 18 giugno 2016 diviene l'allenatore della Maceratese, in Lega Pro, dove nonostante una difficile situazione societaria, riesce a traghettare i marchigiani alla salvezza. Il 23 giugno 2017 torna a Perugia come tecnico della prima squadra. Dopo un ottimo avvio di stagione, tuttavia, la formazione accusa un periodo di crisi culminato in cinque sconfitte consecutive, l'ultima in casa col Cesena per 0-3, che il successivo 24 ottobre costa al tecnico l'esonero.
Il 29 dicembre 2018 è richiamato da un altro suo ex club, il Milan, che gli affida la panchina della squadra Primavera dopo l'esonero di Alessandro Lupi. La prima stagione a Milanello è negativa, non riuscendo a evitare alla compagine rossonera la retrocessione nel Campionato Primavera 2; nella stagione seguente ottiene l'immediato ritorno nel Campionato Primavera 1 con quattro turni di anticipo. Rimane alla guida della squadra giovanile rossonera fino all'aprile 2022, quando viene esonerato a campionato in corso e sostituito da Christian Terni.
Dal 6 giugno 2024 è direttore tecnico della neonata Lube Academy, progetto a marchio Lube volto a creare un polo giovanile per tutte le realtà calcistiche dell'hinterland di Treia.

## Statistiche

### Presenze e reti nei club
| Stagione                 | Club                     | Campionato               | Campionato | Campionato | Coppe nazionali | Coppe nazionali | Coppe nazionali | Coppe continentali | Coppe continentali | Coppe continentali | Supercoppe | Supercoppe | Supercoppe | Totale | Totale |
| Stagione                 | Club                     | Comp                     | Pres       | Reti       | Comp            | Pres            | Reti            | Comp               | Pres               | Reti               | Comp       | Pres       | Reti       | Pres   | Reti   |
| ------------------------ | ------------------------ | ------------------------ | ---------- | ---------- | --------------- | --------------- | --------------- | ------------------ | ------------------ | ------------------ | ---------- | ---------- | ---------- | ------ | ------ |
| 1987-1988                | Città di Castello        | Int.                     | 31         | 1          | CI-D            | ?               | ?               | -                  | -                  | -                  | -          | -          | -          | 31+    | 1+     |
| 1988-1989                | Città di Castello        | Int.                     | 29         | 0          | CI-D            | ?               | ?               | -                  | -                  | -                  | -          | -          | -          | 29+    | 0+     |
| 1988-1989                | Città di Castello        | Prom.                    | ?          | ?          | CI-D            | ?               | ?               | -                  | -                  | -                  | -          | -          | -          | ?      | ?      |
| 1988-1989                | Città di Castello        | Prom.                    | 27         | 10         | CI-D            | ?               | ?               | -                  | -                  | -                  | -          | -          | -          | 27+    | 10+    |
| Totale Città di Castello | Totale Città di Castello | Totale Città di Castello | 87+        | 11+        |                 | ?               | ?               |                    | -                  | -                  |            | -          | -          | 87+    | 11+    |
| 1991-1992                | Perugia                  | C1                       | 20         | 0          | CI+CI-C         | 0+?             | 0+?             | -                  | -                  | -                  | -          | -          | -          | 20+    | 0+     |
| 1992-1993                | Perugia                  | C1                       | 28+1       | 4+0        | CI+CI-C         | 3+?             | 0+?             | -                  | -                  | -                  | -          | -          | -          | 32+    | 4+     |
| 1993-1994                | Perugia                  | C1                       | 24         | 4          | CI+CI-C         | 3+?             | 0+?             | -                  | -                  | -                  | -          | -          | -          | 27+    | 4+     |
| 1994-1995                | Perugia                  | B                        | 29         | 7          | CI              | 1               | 0               | -                  | -                  | -                  | -          | -          | -          | 30     | 7      |
| 1995-1996                | Perugia                  | B                        | 35         | 5          | CI              | 2               | 1               | -                  | -                  | -                  | -          | -          | -          | 37     | 6      |
| 1996-1997                | Perugia                  | A                        | 30         | 4          | CI              | 2               | 0               | -                  | -                  | -                  | -          | -          | -          | 32     | 4      |
| Totale Perugia           | Totale Perugia           | Totale Perugia           | 166+1      | 24+0       |                 | 11+             | 1+              |                    | -                  | -                  |            | -          | -          | 178+   | 25+    |
| 1997-1998                | Parma                    | A                        | 13         | 0          | CI              | 1               | 0               | UCL                | 1                  | 0                  | -          | -          | -          | 15     | 0      |
| 1998-gen. 1999           | Parma                    | A                        | 2          | 0          | CI              | 1               | 0               | CU                 | 0                  | 0                  | -          | -          | -          | 3      | 0      |
| Totale Parma             | Totale Parma             | Totale Parma             | 15         | 0          |                 | 2               | 0               |                    | 1                  | 0                  |            | -          | -          | 18     | 0      |
| gen.-giu 1999            | Milan                    | A                        | 6          | 0          | CI              | -               | -               | -                  | -                  | -                  | -          | -          | -          | 6      | 0      |
| 1999-2000                | Milan                    | A                        | 24         | 0          | CI              | 3               | 0               | UCL                | 5                  | 1                  | SI         | 1          | 0          | 33     | 1      |
| 2000-2001                | Milan                    | A                        | 24         | 1          | CI              | 6               | 1               | UCL                | 7                  | 0                  | -          | -          | -          | 37     | 2      |
| Totale Milan             | Totale Milan             | Totale Milan             | 54         | 1          |                 | 9               | 1               |                    | 12                 | 1                  |            | 1          | 0          | 76     | 3      |
| 2001-2002                | Brescia                  | A                        | 27         | 2          | CI              | 3               | 1               | Int                | 3                  | 0                  | -          | -          | -          | 33     | 3      |
| 2002-gen. 2003           | Brescia                  | A                        | 0          | 0          | CI              | 0               | 0               | -                  | -                  | -                  | -          | -          | -          | 33     | 3      |
| Totale Brescia           | Totale Brescia           | Totale Brescia           | 27         | 2          |                 | 3               | 1               |                    | 3                  | 0                  |            | -          | -          | 33     | 3      |
| gen.-giu. 2003           | Beşiktaş                 | A                        | 16         | 1          | CT              | 0               | 0               | CU                 | 2                  | 0                  | -          | -          | -          | 18     | 1      |
| 2003-2004                | Beşiktaş                 | A                        | 24         | 0          | CT              | 1               | 0               | UCL+CU             | 5+1                | 0                  | -          | -          | -          | 31     | 0      |
| Totale Beşiktaş          | Totale Beşiktaş          | Totale Beşiktaş          | 40         | 1          |                 | 1               | 0               |                    | 8                  | 0                  |            | -          | -          | 49     | 1      |
| 2004-2005                | Bologna                  | A                        | 23+2       | 2+0        | CI              | 2               | 0               | -                  | -                  | -                  | -          | -          | -          | 27     | 2      |
| 2005-2006                | Chievo                   | A                        | 28         | 1          | CI              | 1               | 0               | -                  | -                  | -                  | -          | -          | -          | 29     | 1      |
| 2006-2007                | Chievo                   | A                        | 8          | 0          | CI              | 3               | 0               | UCL+CU             | 2+0                | 0                  | -          | -          | -          | 13     | 0      |
| 2007-gen. 2008           | Chievo                   | B                        | 1          | 0          | CI              | 0               | 0               | -                  | -                  | -                  | -          | -          | -          | 1      | 0      |
| Totale Chievo            | Totale Chievo            | Totale Chievo            | 37         | 1          |                 | 4               | 0               |                    | 2                  | 0                  |            | -          | -          | 43     | 1      |
| gen.-giu. 2008           | Treviso                  | B                        | 11         | 0          | CI              | -               | -               | -                  | -                  | -                  | -          | -          | -          | 11     | 0      |
| Totale carriera          | Totale carriera          | Totale carriera          | 463+       | 42+        |                 | 32+             | 3+              |                    | 26                 | 1                  |            | -          | -          | 521    | 46+    |

### Cronologia presenze e reti in nazionale
| Cronologia completa delle presenze e delle reti in nazionale ― Italia | Cronologia completa delle presenze e delle reti in nazionale ― Italia | Cronologia completa delle presenze e delle reti in nazionale ― Italia | Cronologia completa delle presenze e delle reti in nazionale ― Italia | Cronologia completa delle presenze e delle reti in nazionale ― Italia | Cronologia completa delle presenze e delle reti in nazionale ― Italia | Cronologia completa delle presenze e delle reti in nazionale ― Italia | Cronologia completa delle presenze e delle reti in nazionale ― Italia |
| Data                                                                  | Città                                                                 | In casa                                                               | Risultato                                                             | Ospiti                                                                | Competizione                                                          | Reti                                                                  | Note                                                                  |
| --------------------------------------------------------------------- | --------------------------------------------------------------------- | --------------------------------------------------------------------- | --------------------------------------------------------------------- | --------------------------------------------------------------------- | --------------------------------------------------------------------- | --------------------------------------------------------------------- | --------------------------------------------------------------------- |
| 6-11-1996                                                             | Sarajevo                                                              | Bosnia ed Erzegovina                                                  | 2 – 1                                                                 | Italia                                                                | Amichevole                                                            | -                                                                     | 46’                                                                   |
| Totale                                                                |                                                                       | Presenze                                                              | 1                                                                     |                                                                       | Reti                                                                  | 0                                                                     |                                                                       |

### Statistiche da allenatore
Statistiche aggiornate al 24 ottobre 2017.
| Stagione                   | Squadra                    | Campionato                 | Campionato | Campionato | Campionato | Campionato | Coppe nazionali | Coppe nazionali | Coppe nazionali | Coppe nazionali | Coppe nazionali | Coppe continentali | Coppe continentali | Coppe continentali | Coppe continentali | Coppe continentali | Altre coppe | Altre coppe | Altre coppe | Altre coppe | Altre coppe | Totale | Totale | Totale | Totale | % Vittorie | Piazzamento |
| Stagione                   | Squadra                    | Comp                       | G          | V          | N          | P          | Comp            | G               | V               | N               | P               | Comp               | G                  | V                  | N                  | P                  | Comp        | G           | V           | N           | P           | G      | V      | N      | P      | %          | Piazzamento |
| -------------------------- | -------------------------- | -------------------------- | ---------- | ---------- | ---------- | ---------- | --------------- | --------------- | --------------- | --------------- | --------------- | ------------------ | ------------------ | ------------------ | ------------------ | ------------------ | ----------- | ----------- | ----------- | ----------- | ----------- | ------ | ------ | ------ | ------ | ---------- | ----------- |
| dic. 2010-apr. 2011        | Foligno                    | 1D                         | 12         | 3          | 5          | 4          | CI-LP           | -               | -               | -               | -               | -                  | -                  | -                  | -                  | -                  | -           | -           | -           | -           | -           | 12     | 3      | 5      | 4      | 25,00      | Eson.       |
| ott. 2012-mar. 2013        | Castel Rigone              | D                          | 20         | 12         | 7          | 1          | CI-D            | -               | -               | -               | -               | -                  | -                  | -                  | -                  | -                  | -           | -           | -           | -           | -           | 20     | 12     | 7      | 1      | 60,00      | Sub., Eson. |
| dic. 2013-2014             | Gualdo Casacastalda        | D                          | 19         | 7          | 8          | 4          | CI-D            | -               | -               | -               | -               | -                  | -                  | -                  | -                  | -                  | -           | -           | -           | -           | -           | 19     | 7      | 8      | 4      | 36,84      | Sub., 10º   |
| 2014-2015                  | Gualdo Casacastalda        | D                          | 34         | 14         | 7          | 13         | CI-D            | 2               | 1               | 0               | 1               | -                  | -                  | -                  | -                  | -                  | -           | -           | -           | -           | -           | 36     | 15     | 7      | 14     | 41,67      | 12º         |
| Totale Gualdo Casacastalda | Totale Gualdo Casacastalda | Totale Gualdo Casacastalda | 53         | 21         | 15         | 17         |                 | 2               | 1               | 0               | 1               |                    | -                  | -                  | -                  | -                  |             | -           | -           | -           | -           | 55     | 22     | 15     | 18     | 40,00      |             |
| lug.-set. 2015             | Foligno                    | D                          | 4          | 1          | 1          | 2          | CI-D            | 1               | 0               | 1               | 0               | -                  | -                  | -                  | -                  | -                  | -           | -           | -           | -           | -           | 5      | 1      | 2      | 2      | 20,00      | Eson.       |
| Totale Foligno             | Totale Foligno             | Totale Foligno             | 16         | 4          | 6          | 6          |                 | 1               | 0               | 1               | 0               |                    | -                  | -                  | -                  | -                  |             | -           | -           | -           | -           | 17     | 4      | 7      | 6      | 23,53      |             |
| 2016-2017                  | Maceratese                 | LP                         | 38         | 12         | 14         | 12         | CI+CI-LP        | 2+2             | 0+1             | 1+0             | 1+1             | -                  | -                  | -                  | -                  | -                  | -           | -           | -           | -           | -           | 42     | 13     | 15     | 14     | 30,95      | 15º         |
| lug.-ott. 2017             | Perugia                    | B                          | 11         | 4          | 1          | 6          | CI              | 2               | 2               | 0               | 0               | -                  | -                  | -                  | -                  | -                  | -           | -           | -           | -           | -           | 13     | 6      | 1      | 6      | 46,15      | Eson.       |
| Totale carriera            | Totale carriera            | Totale carriera            | 138        | 53         | 43         | 42         |                 | 9               | 4               | 2               | 3               |                    | -                  | -                  | -                  | -                  |             | -           | -           | -           | -           | 147    | 57     | 45     | 45     | 38,78      |             |

## Palmarès

### Giocatore

#### Club

##### Competizioni nazionali
- Campionato italiano Serie C1: 1

Perugia: 1993-1994 (girone B)
- Campionato italiano: 1

Milan: 1998-1999
- Campionato turco: 1

Beşiktaş: 2002-2003

##### Competizioni regionali
- Campionato umbro di Promozione: 1

Città di Castello: 1990-1991

### Allenatore
- Campionato Primavera 2: 1

Milan: 2019-2020 (girone A)